# Montipora undata
Montipora undata är en korallart som beskrevs av Bernard 1897. Montipora undata ingår i släktet Montipora och familjen Acroporidae. IUCN kategoriserar arten globalt som nära hotad. Inga underarter finns listade i Catalogue of Life.